# René Lussier
René Lussier (* 15. April 1957 in Montreal) ist ein kanadischer Musiker (Gitarre, auch Bassgitarre, Bassklarinette) und Komponist, der vor allem im Bereich der Neuen Improvisationsmusik hervorgetreten ist.

## Leben und Wirken
Lussier begann seine Musikerkarriere 1973 in Chambly in der Progressive-Rock-Band Arpège.  Zwischen 1976 und 1980 gehörte er zur Montrealer Band Conventum, die traditionelle Walzer und Reels interpretierte, wendete sich aber zugleich der Improvisationsmusik zu und spielte bis 1985 in Gruppen aus dem Umfeld des Ensemble de Musique Improvisée de Montréal wie Quatour de l'Emmieux and les Reins, Nébu und G.U.M. Zwischen 1982 und 1984 begleitete Lussier als Gitarrist auch die Sängerin Pauline Julien. Seit 1984 konzentrierte er sich auf ein Improvisationsduo mit Jean Derome, mit dem er auch international tourte und das Label Ambiances Magnétiques gründete. Weiterhin gehörte er zum Gitarrenquartett von Fred Frith und tourte zwischen 1989 und 1991 auch weltweit mit dessen Band Keep the Dog. Später legte er mehrere Soloalben vor und beschäftigte sich in Gemeinschaftsprojekten mit Martin Tétreault mit der Geschichte der musique concrète und der elektro-akustischen Musik. Auch arbeitete er mit Chris Cutler, Robert M. Lepage und Pierre Hébert.
Seit 1979 verfasste er Filmmusiken, zunächst gemeinsam mit André Duchesne, dann häufig mit Jean Derome. Insgesamt hat er die Soundtracks für mehr als 35 Filme gestaltet, darunter zum Dokumentarfilm Chronique d'un génocide annoncé über den Völkermord in Ruanda von Danièle Lacourse und Yvan Patry. Für die Flötistin Lise Daoust schrieb er die Komposition Zone grise.

## Preise und Auszeichnungen
Für sein Album Le trésor de la langue (1989), das sich mit der Zweisprachigkeit in Québec beschäftigte, erhielt er im selben Jahr den Grand Prix Paul-Gilson.

## Diskographische Hinweise
- Soyez Vigilants...Restez Vivants! volume 1 (Les Granules), Ambiance Magnetiques, 1986
- Nous Autres (mit Fred Frith), Recommended, 1987
- Le Retour des Granules (Les Granules), Ambiance Magnetiques, 1987
- Le Trésor de la Langue, Ambiance Magnetiques, 1989
- Au Royaume du Silencieux (Les Granules), Ambiance Magnetiques, 1992
- La vie qui bat chèvre (mit Pierre Tanguay) (1997)
- Dur noyau dur (mit Martin Tétreault) (1998)
- Qu'ouis-je (mit Martin Tétreault) (2000)
- Solos de guitar électrique (2000)
- Le prix du bonheur (2005)
- Au diable vert (ReR Megacorp/Circum Disc, 2022)

## Filmografie (Auswahl)
- 1989: Paul Strand, Photograph (Strand, Under the Dark Cloth)
- 1989: Drei Äpfel am Rande des Traumes (Trois pommes à côté du sommeil)
- 1989: Klaus Fuchs – Atomspion
- 1991: J.K. – Erfahrungen im Umgang mit dem eigenen Ich